# Polo ai Giochi della VIII Olimpiade
Il torneo olimpico di polo si disputò nel corso delle Olimpiadi di Parigi dal 28 giugno al 12 luglio 1924 presso gli impianti di Saint Cloud country club e Bagatelle ai Bois de Boulogne.
Le cinque squadre iscritte disputarono un torneo con un girone all'italiana.

## Classifica Finale
| Pos.    | Nazione       | Risultati            | Risultati              | Risultati                | Risultati         | Risultati          | V | N | P | PT | GF | GS |
| Pos.    | Nazione       | Argentina (bandiera) | Stati Uniti (bandiera) | Gran Bretagna (bandiera) | Spagna (bandiera) | Francia (bandiera) | V | N | P | PT | GF | GS |
| ------- | ------------- | -------------------- | ---------------------- | ------------------------ | ----------------- | ------------------ | - | - | - | -- | -- | -- |
| Oro     | Argentina     | X                    | 6-5                    | 9-5                      | 16-2              | 15-2               | 4 | 0 | 0 | 8  | 46 | 14 |
| Argento | Stati Uniti   | 5-6                  | X                      | 10-2                     | 15-2              | 13-1               | 3 | 0 | 1 | 6  | 43 | 11 |
| Bronzo  | Gran Bretagna | 5-9                  | 2-10                   | X                        | 10-3              | 16-2               | 2 | 0 | 2 | 4  | 33 | 24 |
| 4       | Spagna        | 2-16                 | 2-15                   | 3-10                     | X                 | 15-1               | 1 | 0 | 3 | 2  | 22 | 42 |
| 5       | Francia       | 2-15                 | 1-13                   | 2-16                     | 1-15              | X                  | 0 | 0 | 4 | 0  | 6  | 59 |

## Incontri
| Data      | Sede                       | Nazione       | Risultato | Nazione       |
| --------- | -------------------------- | ------------- | --------- | ------------- |
| 29 giugno | Saint Cloud country club   | Stati Uniti   | 13-1      | Francia       |
| 1º luglio | Saint Cloud country club   | Stati Uniti   | 15-2      | Spagna        |
| 3 luglio  | Saint Cloud country club   | Stati Uniti   | 10-2      | Gran Bretagna |
| 4 luglio  | Saint Cloud country club   | Gran Bretagna | 16-2      | Francia       |
| 5 luglio  | Bagatelle Bois de Boulogne | Argentina     | 16-2      | Spagna        |
| 6 luglio  | Saint Cloud country club   | Argentina     | 6-5       | Stati Uniti   |
| 7 luglio  | Saint Cloud country club   | Gran Bretagna | 10-3      | Spagna        |
| 9 luglio  | Saint Cloud country club   | Argentina     | 9-5       | Gran Bretagna |
| 10 luglio | Saint Cloud country club   | Spagna        | 15-1      | Francia       |
| 12 luglio | Saint Cloud country club   | Argentina     | 15-2      | Francia       |

## Formazioni
| Oro                                                                  | Argento                                                      | Bronzo                                                        | 4° | 5°                                                                                   |
| Argentina                                                            | Stati Uniti                                                  | Gran Bretagna                                                 | Spagna                                                                                                   | Francia                                                                              |
| Arturo Kenny Juan Miles Guillermo Naylor Juan Nelson Enrique Padilla | Elmer Boescke Tommy Hitchcock Frederick Roe Rodman Wanamaker | Frederick Barrett Dennis Bingham Frederick Guest Kinnear Wise | Álvaro de Figueroa Luis de Figueroa Rafael Fernández Hernando Fitz-James Leopoldo Sáinz Justo San Miguel | Pierre de Chapelle Hubert de Monbrison Charles de Polignac Jules Macaire Jean Pastre |